# Darbhanga
Darbhanga (antigament s'escrivia Darbhangah) és una ciutat i corporació municipal de l'Índia, capital de la divisió de Darbhanga i del districte de Darbhanga a Bihar. El nom deriva de Dar Bhanga o "portes trencades" i li fou donat quan els musulmans van trencar les portes i la van conquerir el 1326. La seva població (2001) era de 266.834 habitants i actualment (2009) s'estima que passa àmpliament dels tres-cents mil habitants.
Vegeu també: Darbhanga Raj